# Comté de Johnston (Oklahoma)
Pour les articles homonymes, voir Comté de Johnston.
Le comté de Johnston est un comté situé au sud de l'État de l'Oklahoma aux États-Unis. Le siège du comté est Tishomingo. Selon le recensement de 2000, sa population est de 10 513 habitants.

## Comtés adjacents
- Comté de Pontotoc (nord)
- Comté de Coal (nord-est)
- Comté d'Atoka (est)
- Comté de Bryan (sud-est)
- Comté de Marshall (sud)
- Comté de Carter (ouest)
- Comté de Murray (nord-ouest)

## Principales villes
- Mannsville
- Milburn
- Mill Creek
- Ravia
- Tishomingo
- Wapanucka